# In der Nieder Mark
Das Naturschutzgebiet In der Nieder Mark liegt auf dem Gebiet der Stadt Lengerich im Kreis Steinfurt in Nordrhein-Westfalen. Das Gebiet erstreckt sich südöstlich der Kernstadt Lengerich. Nördlich verläuft die Landesstraße L 591, westlich die L 811 und südlich die B 475. Nordwestlich erstreckt sich das 17,45 ha große Naturschutzgebiet Feuchtwiese Hohner Mark.

## Bedeutung
Für Lengerich ist seit 1995 ein 19,12 ha großes Gebiet unter der Kenn-Nummer ST-099 als Naturschutzgebiet ausgewiesen. 